# Torre Mas Enrich
Torre Mas Enrich, también llamada Torre del moro, es un monumento protegido como bien cultural de interés local del municipio de Barcelona.

## Descripción
El edificio consta de una planta cuadrada, actualmente entre medianeras, que formaba parte del antiguo Mas Enrich, en la finca de Can Fontaner.
La construcción es de tapia con esquinas de ladrillo, puerta de entrada de arco dovelado y dos ventanas góticas (una de ellas tapada por un letrero) colocadas sobre el mismo eje en plantas sucesivas. En la ventana del primer piso hay una cabeza de mujer y uno de hombre con turbantes, los cuales, probablemente son el origen del sobrenombre de esta construcción ("Torre del Moro").
Se encuentra actualmente en mal estado de conservación.

## Historia
Esta masía estaba situada en el camino de paso de las tropas que se desplazaban al castillo de Valldaura desde Barcelona y se paraban a reponer.
El nombre de "Ciudadela" de la plaza podría provenir, pues, del hecho que en este lugar había una fortaleza.